# 贝玛土谢图
贝玛土谢图（?—?），明朝史料称之为卑麻或者鬼麻，明末东蒙古敖漢部、奈曼部之祖，博尔济吉特氏。
他是达延汗曾孫，兀鲁思孛罗（或图鲁博罗特，存在争议）之孙，纳密克之子。贝玛土谢图其下分為五枝，十四派。长子岱青杜楞在離明朝义州大康等堡四百里游牧，从大康领市赏。次子额参委正在離明朝义州西北边五百里游牧，从镇远入市赏。離明朝戚家路大定，大茂等堡四百里游牧，還是从大康领市赏的，就是三子耿耿岱青、四子青岱青、五子石保赤丑库儿。